# Ağın
Ağın es una ciudad de la provincia turca de Elazığ. Es la sede del distrito de Ağın.Su población es de 1.818 habitantes (2021). El alcalde es Yılmaz Serttaş del Partido del Movimiento Nacionalista.

## Historia
La ciudad de Ağın fue fundada inicialmente por armenios que habían emigrado allí desde Irán. En 1896, la ciudad estaba dividida a partes iguales entre musulmanes y armenios. La ciudad era reconocida por su riqueza y anteriormente había escapado a las masacres hamidíes de 1895-1896 gracias al pago de un rescate por parte de los armenios de 1500 libras de oro turcas.
El 15 de septiembre de 1896, tres semanas después del asalto del Banco Otomano por los dashnaks armenios como respuesta a las masacres de Hamidian, las autoridades turcas organizaron una nueva masacre en la ciudad de Ağın. Las tropas otomanas mataron a «más de 2000 armenios» incluyendo «muchas mujeres y niños» según un informe del embajador francés. De las 1500 casas situadas en el barrio armenio de Ağın, 980 fueron saqueadas e incendiadas. Según un informe del cónsul británico en Harput, el pretexto utilizado para atacar el barrio armenio de la ciudad fue que los armenios de dicha ciudad estaban «dispuestos a causar problemas». El mismo informe del Cónsul decía que no hubo ningún movimiento revolucionario ni estalló ningún polvorín durante la masacre. Se encontraron algunas pistolas y revólveres entre las ruinas de las casas incendiadas.

## Acceso
El acceso a Ağın desde el centro de la provincia de Elazığ se realizaba en el pasado por el puente de Karamağara, un puente de arco romano de 10 km de distancia que cruzaba el arroyo Arapgir. El puente se desmanteló y sus sillares se trasladaron al Museo de Elazığ cuando comenzaron las inundaciones del embalse de la presa de Keban en 1974. Ağın fue accesible solo en transbordador durante un periodo de cuarenta años antes de que se construyera el puente de Ağın y se abriera al tráfico en 2015.

## Barrios
La ciudad de Ağın consta de los siguientes barrios:
- Akpınar
- Başpınar
- Merkez
- Şenpınar